# Confédération générale du travail
Pour les articles homonymes, voir CGT et Confédération générale du travail (homonymie).
 (avril 2023).
La Confédération générale du travail (CGT), fondée en 1895, est une confédération interprofessionnelle de syndicats français de salariés. Elle est le deuxième syndicat du secteur privé par le nombre de voix aux élections professionnelles (comités d'entreprise, délégués du personnel, comités sociaux et économiques, très petites entreprises), avec 23 % contre 26 % à la Confédération française démocratique du travail (CFDT), et le premier dans le secteur public, avec 21 % des voix contre 19 % à la CFDT.
La CGT revendiquait 640 000 militants en 2022 via trente mille implantations dans les entreprises et un millier d'unions locales.
En 1936, elle signe les accords de Matignon, créant les premiers congés payés. Forte du prestige de sa participation à la Résistance, bien que certains de ses membres aient collaboré avec le régime de Vichy, et de la grande grève des mineurs de 1941, elle réunit cinq millions d'adhérents après la Seconde Guerre mondiale, lors de la « bataille de la production » pour reconstruire la France, qui entraîne ensuite des scissions créant Force ouvrière et la Fédération de l'Éducation nationale (FEN), future Fédération syndicale unitaire (FSU), inquiètes d'une direction soumise au Parti communiste jusqu'aux années 1990.
Après ses combats anti-guerre d'Indochine et anti-guerre d'Algérie, la CGT obtient en Mai 68 un relèvement de 35 % du salaire minimum puis anime les grandes grèves de 1995 et le mouvement obtenant en 2006 le retrait du « contrat première embauche », participant aussi au rejet du référendum européen de 2005. En mars 2023, Sophie Binet est la première femme élue à sa tête, en plein mouvement contre la réforme des retraites.

## Histoire

### Des origines à 1913
L'histoire de la Confédération générale du travail commence à sa fondation le 23 septembre 1895 à Limoges, mais la CGT a été précédée par d'autres associations. Le 25 mai 1864, la loi Ollivier supprime le délit de coalition et de grève abrogeant la loi Le Chapelier. La même année est créée l'Association internationale des travailleurs (AIT) dite Ire Internationale.
Le 14 novembre 1869, Eugène Varlin, délégué de l'AIT et président, avec Nathalie Lemel, d'une Société d’Épargne de Crédit Mutuel des Relieurs, créent la Fédération Parisienne des Sociétés Ouvrières autour de la Société de Solidarité des Ouvriers Relieurs de Paris préexistante. C'est le noyau parisien de la future CGT nationale.
Durant la décennie 1870-1880, les grèves se multiplient. Un rapport de police dénombre 182 syndicats rassemblant 31 700 adhérents en 1876. Quatre ans plus tard, les chiffres sont respectivement de 478 et 64 000.
Le 21 mars 1884 une loi légalise les syndicats professionnels ouvriers et patronaux à l'initiative de Pierre Waldeck-Rousseau. Aussi, en 1886, la Fédération nationale des syndicats (FNS), d'inspiration guesdiste est créée. En 1892, se forme la Fédération des Bourses du travail.

#### Fondation en 1895
Le Congrès constitutif de la Confédération générale du travail (CGT) est organisé à Limoges du 23 au 28 septembre 1895. Les principaux piliers en sont la fédération du livre et celle des cheminots, ainsi que la Fédération des Bourses du travail, mais de nombreux métiers restent extérieurs à la CGT. L'échelon confédéral est mal organisé jusqu'au congrès de Montpellier en 1902.

#### Débuts de la confédération
En 1900, le journal La Voix du peuple, organe de la CGT, est fondé.

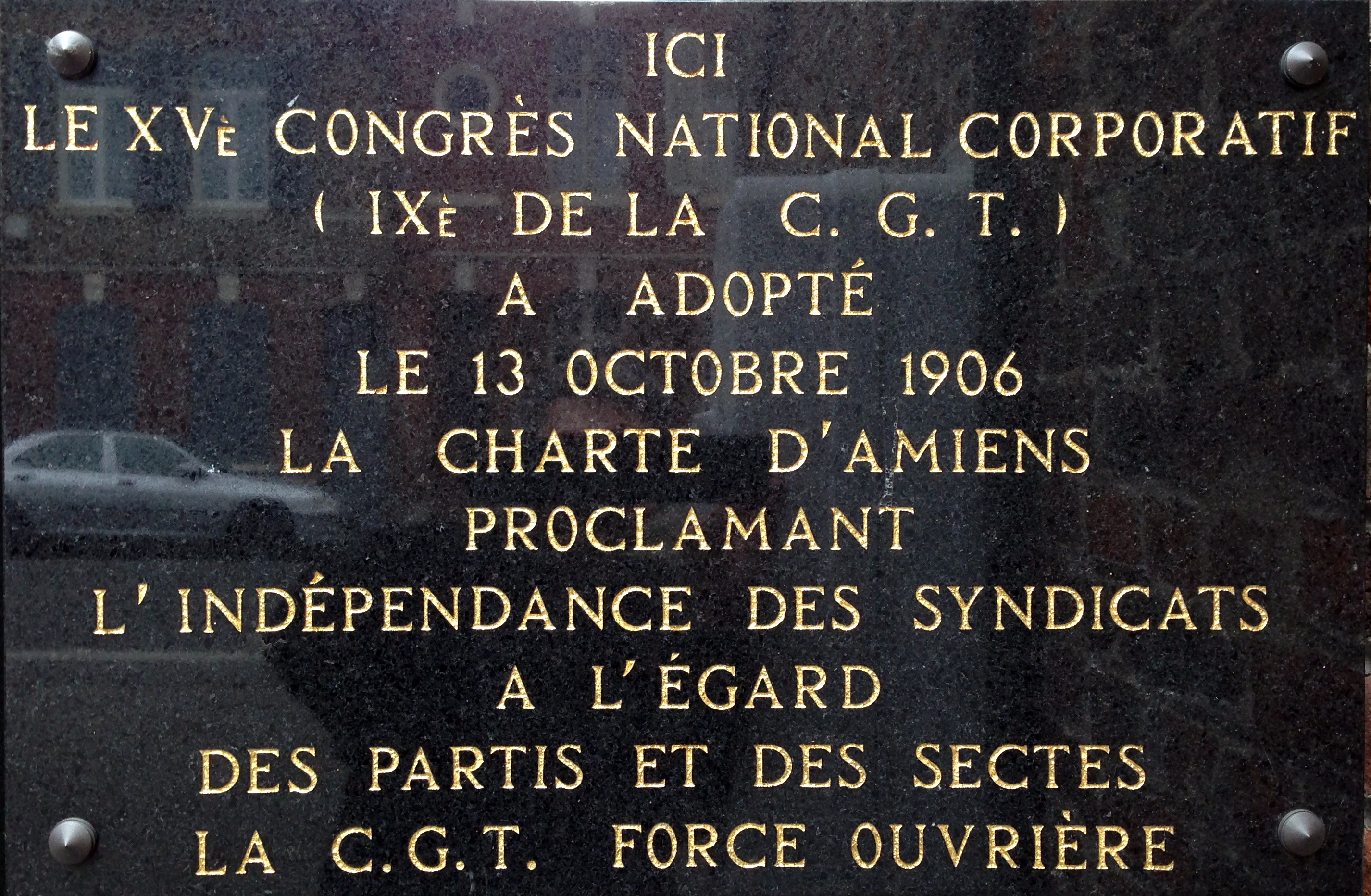
Plaque commémorant l'adoption de la charte d'Amiens, le 13 octobre 1906, à l'entrée de l’École publique du Faubourg de Noyon, rue Rigollot à Amiens.

En 1904, le Congrès de Bourges adopte la revendication de la journée de huit heures. 
En 1906, la Charte d'Amiens, adoptée en congrès, donne au syndicalisme confédéral quelques-uns de ses traits spécifiques : la lutte des classes, la lutte quotidienne pour des améliorations immédiates mais aussi la lutte pour la disparition du salariat et du patronat, ainsi que son indépendance vis-à-vis des organisations politiques, du patronat et de l'État. Cette Charte est reprise aujourd'hui comme référence par la plupart des syndicats. L'organisation y définit ce qu'est sa vision du syndicalisme : « d'une part il prépare l'émancipation intégrale, qui ne peut se réaliser que par l'expropriation capitaliste, et d'autre part, il préconise comme moyen d'action la grève générale et il considère que le syndicat, aujourd'hui groupement de résistance, doit devenir dans l'avenir, le groupe de production et de répartition, base de réorganisation sociale »,. Lors du congrès, les guesdistes sont mis en minorité par les syndicalistes révolutionnaires et les réformistes.
La Fédération Nationale des Syndicats d'Instituteurs rejoint la CGT en 1907. L'année suivante, la fédération des Mineurs rallie la CGT peu de temps après la grève de Draveil-Villeneuve-Saint-Georges au cours de laquelle de nombreux cadres de la CGT sont arrêtés. Le Congrès de Marseille se tient en octobre 1908, alors qu'un grand nombre de dirigeants cégétistes sont en prison. Une motion vigoureusement antimilitariste est adoptée.
En 1909, Victor Griffuelhes démissionne. Durant son court intérim, Louis Niel renoue les liens avec la Fédération syndicale internationale, mais il doit démissionner sous la pression des syndicalistes révolutionnaires. Cette orientation n'est pas remise en cause par son successeur, Léon Jouhaux, proche des dits révolutionnaires, mais qui a tracé progressivement sa propre voie. Le 5 octobre de la même année, paraît le premier numéro de la Vie ouvrière, qui se définit comme « syndicaliste Révolutionnaire, antiparlementaire ». La revue est dirigée par Pierre Monatte. C'est l'ancêtre de La Nouvelle Vie ouvrière (NVO) qui est toujours la revue de la CGT.

### De 1919 à 1939
L'année 1919 voit la création d'une seconde confédération syndicale en France, la Confédération française des travailleurs chrétiens (CFTC), dans un paysage social où la CGT revendiquait après la guerre un effectif d'un million et demi d'adhérents, sur fond de 2 206 grèves et 1 160 000 grévistes en France. En réaction, la CGT a obtenu la création du Conseil économique et social et a organisé le 1er mai une grève générale de 24 heures marquée par 500 000 manifestants à Paris. Le gouvernement a lâché du lest au cours de l'année, le parlement votant la loi sur les conventions collectives le 25 mars et trois jours après la loi supprimant le travail de nuit dans les boulangeries tandis que sont votées aussi le 23 avril les lois sur la journée de 8 heures.
Le 30 avril, après ces lois, Pierre Monatte, qui avait été le 5 octobre 1909 le principal fondateur de la revue La Vie ouvrière, crée les Comités syndicalistes révolutionnaires, ce qui fera de lui par la suite le leader de l'opposition interne à la CGT, et l'une des grandes figures du syndicalisme révolutionnaire en France. Arrêté en liaison avec la grève des cheminots de 1920, il sera incarcéré quelque temps et rejoindra le PCF en 1923, dont il sera exclu fin 1924 avant de fonder en janvier 1925 la revue La Révolution prolétarienne.
Le 12 mars 1920 voit le vote de la loi relative au droit syndical. Le 1er mai, la CGT appelle à la grève générale et en 15 jours on compte 1,5 million de grévistes avec le 22 mai, reprise du travail. La grève des cheminots pour la nationalisation des chemins de fer sera un échec. À la suite de ce mouvement, la 11e chambre du tribunal correctionnel ordonnera même le 13 janvier 1921 la dissolution de la CGT, sanction qui ne sera jamais appliquée. Contrecoup des échecs, les effectifs repassent à 700 000. En mai, la CGT reçoit l'adhésion de la Fédération des fonctionnaires et employés de l'État. C'est aussi la naissance du journal Le Peuple, organe officiel de la CGT.
Le congrès de Lille, en juillet 1921, évite la scission dans le syndicat, où majoritaires et minoritaires sont au coude à coude. C'est la conséquence du congrès de Tours de la SFIO, qui a vu l'année précédente la scission entre ceux qui souhaitent adhérer à la Troisième internationale, majoritaires et ceux qui s'y opposent.
À la suite de l'exclusion de la Fédération des cheminots, les « révolutionnaires » quittent la CGT, et créent la Confédération générale du travail unitaire (CGTU), proche du Parti communiste (PC). Lors de son premier congrès, du 25 juin au 1er juillet 1922 à Saint-Étienne, la CGTU décide de rallier l'Internationale syndicale rouge. Elle combat le taylorisme, alors en plein essor.
La CGTU compterait alors environ 250 000 membres, nettement moins que la CGT « maintenue », qui, elle, en compterait environ 500 000. En 1924, les très minoritaires « syndicalistes révolutionnaires », qui dirigeaient notamment l'union départementale du Rhône, quittent la CGTU et fondent la CGT-SR.
En 1925, la CGTU revendique deux semaines de congés payés à son congrès de 1925. Pierre Monatte fonde La Révolution prolétarienne, où il appelle à la réunification de la CGT. Trois ans après c'est le retour dans la CGT de la Fédération générale des fonctionnaires, qui avait adhéré en mai 1920, mais avait choisi l'autonomie en 1922, pour préserver l'unité syndicale.
Lors du vote définitif de la loi sur les assurances sociales le 30 avril 1930, est instituée une double cotisation, patronale et salariale, abondée par l'État, obligatoire pour les salariés gagnant plus de 15 000 francs par an, après dix années de débats, durant lesquels la CGTU a dénoncé ces assurance privées car pas de répartition, pas d'universalisme, pas de paritarisme, alors que la CGT les a soutenues. Au-delà de la maladie, les assurances sociales couvrent aussi les champs de la vieillesse, de l'invalidité prématurée et du chômage involontaire.
Le 30 novembre 1930 est publié « l'appel des 22 », syndicalistes CGT, CGTU et autonomes, en vue de la réunification de la CGT : violemment dénoncé par la direction de la CGTU, cet appel aboutit à un échec patent fin 1932.
En 1931, Benoît Frachon entre au bureau confédéral de la CGTU. Il remplace Gaston Monmousseau et devient secrétaire général de la CGTU, deux ans plus tard.
Le début des années 1930 est marqué par la progression du chômage, qui atteint déjà 450 000 personnes en 1931, et s'élèvera à 860 000 en 1936. En 1932, après une progression à la fin des années 1920 à 300 000 adhérents, la CGTU retombe à 258 000 en 1932. La CGT connaît une évolution parallèle ; elle compte 490 000 adhérents en 1921 comme en 1933, après avoir eu également une progression éphémère à la fin des années 1920. Dans la période 1924 et 1934, environ 50 % des conflits se terminent de manière infructueuse.
La période 1934-1935 voit un rapprochement syndical. En riposte à l'émeute du 6 février, un appel à la grève générale « contre le fascisme » à l'initiative de la CGT et de la CGTU pour le 12 février donne lieu à une convergence des deux cortèges place de la Nation (Paris). Le 30 mai, le secrétaire général du PCF Maurice Thorez donne son aval à un rapprochement des deux CGT. Le 9 octobre débutent des discussions en vue de la réunification, qui aboutiront le 14 juillet 1935 à un programme de Front populaire. Deux congrès séparés simultanés du 24 octobre au 27 octobre donnent leur aval à la réunification. C'est "la base" des salariés syndiqués qui demande la réunification.
En 1936 s'opère la réunification de la CGT et de la CGTU lors du congrès de Toulouse (2 mars-5 mars) ; les confédérés dominent largement la nouvelle CGT. L'adhésion à la Fédération syndicale internationale (FSI) est votée par 5 500 mandats contre 2 500. Les unitaires ne contrôlent que sept unions départementales. Le 26 mai, une vague de grèves marquées par des occupations d'usines démarre au Havre et s'étend comme une traînée de poudre partout en France, contrairement aux mouvements infructueux de 1906 et 1919-1920. Le 7 juin sont signés les accords Matignon, entre la CGT et le patronat (CGPF). Les 11 et 12 juin sont votées les lois sociales sur les conventions collectives, l'institution de délégués d'atelier, le relèvement des salaires, l'instauration de quinze jours de congés payés et la semaine légale de 40 heures.
Cette reconnaissance du droit syndical et des délégués ouvriers a pour conséquence la multiplication des effectifs du syndicat par onze et l'arrivée de plusieurs centaines de milliers de syndiqués en quelques semaines. Elle modifie également la composition sociale de la CGT, celle-ci étant jusqu'en 1936 une organisation d'ouvriers qualifiés et devient une organisation d'ouvriers non qualifiés. Elle a enfin pour conséquence une politisation du mouvement syndical qui se fait par le biais des cellules d'usines du Parti communiste (PCF) mieux organisées sur le terrain.
Au cours de l'année 1937, la CGT a quadruplé son audience et compte quatre millions d'adhérents[réf. nécessaire]. Le rapport de force interne s'est modifié en faveur des ex-unitaires. La Fédération de la métallurgie d'Ambroise Croizat est ainsi passée à 750 000 adhérents. Développement des œuvres sociales gérées par la CGT[réf. nécessaire].
En 1938, les accords de Munich suscitent la polémique entre les différentes tendances de la CGT. Ils sont défendus par la tendance Syndicats (20 % de la CGT), dirigée par René Belin, quand les ex-unitaires les dénoncent. Le centre de Léon Jouhaux, Louis Saillant et Robert Bothereau s'allie avec les ex-unitaires (proches ou membres du PCF)[réf. nécessaire].
Puis c'est l'échec de la grève contre les décrets-lois de Paul Reynaud du 12 novembre, « décrets misère » qui instaurent la semaine de six jours, soit la casse des conquêtes du Front Populaire, « fin de la semaine des deux dimanches ».
Mal préparée après le congrès de Nantes, la grève de la fin du mois est un échec. 15 000 militants sont licenciés et la CGT perd un quart de ses effectifs, qui restent néanmoins élevés avec deux millions et demi d'adhérents.
En 1939, le 23 août, le pacte germano-soviétique entre Ribbentrop et Molotov sème la consternation dans la CGT et exacerbe les tensions contre les communistes. Dès le 24 août, un premier vote a lieu à la Commission administrative, qui condamne le Pacte par 18 voix contre 8.

### Durant la Seconde Guerre mondiale
Le 17 septembre 1939, date de l’entrée des troupes soviétiques en Pologne, le bureau confédéral de la CGT vote une déclaration excluant les militants qui refusent de condamner le pacte germano-soviétique. Cette décision est approuvée par la commission administrative de la CGT le 25 septembre, ce qui a pour effet d'exclure les communistes de la CGT. Plus de 600 syndicats sont dissous et de nombreux militants et dirigeants exclus sont arrêtés. Ceux qui ne sont pas arrêtés, ni mobilisés entreront dans la clandestinité.
En 1940, la CGT ne compte plus que 500 000 adhérents quand le gouvernement fait voter, peu avant sa chute, les 60 heures de travail par semaine et le 16 août, le gouvernement de Vichy dissout les centrales syndicales ouvrières et patronales, dont la CGT.
Le 9 octobre 1940, René Belin, devenu ministre du Régime de Vichy institue la charte du travail mais le 15 octobre, douze dirigeants syndicalistes, dont neuf de la CGT et trois de la CFTC, rendent public un texte opposé connu comme le Manifeste des Douze.
En 1941, la promulgation de la Charte du travail interdit les grèves. Dès l'hiver 1940-1941, paraissent les premiers journaux clandestins, tandis que se constituent les « comités populaires » qui organisent les premières luttes revendicatives, clandestines pour éviter la répression.
Du 26 mai au 9 juin 1941 a lieu la grève patriotique des cent mille mineurs du Nord-Pas-de-Calais en mai-juin 1941. Cette grève est l'acte de résistance le plus massif et le plus gênant pour l'occupant allemand, privé de charbon, mais il déclenche une répression féroce dont sont victimes plusieurs centaines de mineurs ; 327 militants sont déportés en Allemagne ou fusillés.
En octobre 1941 sont exécutés par les Allemands 88 otages composés majoritairement de militants CGT exclus, dont les 27 de Châteaubriant. Le 22 septembre 1942, à la suite de contacts menés par Louis Saillant avec des émissaires de Benoît Frachon, Léon Jouhaux rencontre l'un de ceux-ci à Cahors, lançant le processus de la reconstitution de la CGT. Jouhaux est arrêté peu après et déporté en Allemagne.
La CGT est réunifiée en avril, dans la clandestinité et participe à la constitution du Conseil national de la Résistance. Ainsi, le 17 avril 1943, les Accords du Perreux, signés par Robert Bothereau et Louis Saillant pour les « ex-confédérés », Henri Raynaud et André Tollet pour les « ex-unitaires », reconstituent la CGT.
La CGT, représentée par Louis Saillant, joue un rôle majeur dans la publication le 15 mars 1944 du Programme du CNR, définissant les nationalisations, la Sécurité sociale et les comités d'entreprises. Le 10 août, la Grève des Cheminots de la Région Parisienne se déclenche et s'étend à tous les services publics. Le 15 août, la police parisienne entre dans la grève. Le 18 août, la CGT clandestine appelle à la grève générale pour la Libération. Le lendemain c'est le déclenchement de l'insurrection parisienne, qui prendra fin avec la Libération de Paris le 25 août et l'arrivée du Général de Gaulle. Le lendemain, la CGT s'installe au grand jour dans ses locaux du 213, rue La Fayette : c'est la fin de la clandestinité avec une première réunion de son bureau. Le 8 septembre, son journal, La Vie ouvrière, qui avait paru sous forme de tract pendant l'occupation, reparaît au grand jour.

### IVeRépublique1946-1958

#### Les grandes réformes sociales de 1945-1946
À la Libération de la France, la CGT revendique le chiffre de cinq millions et demi d'adhérents, l'historien Antoine Prost retenant plutôt celui de 4,7 millions de cotisants. La majorité de ses dirigeants, membres aussi de la direction du Parti communiste, soutiennent la « bataille de la production » pour reconstruire le pays, dans le sillage de la prestigieuse grève patriotique des cent mille mineurs du Nord-Pas-de-Calais en mai-juin 1941.
L'année 1945 voit création des comités d'entreprise et la mise en place de la Sécurité sociale, ainsi que la création de la Fédération syndicale mondiale (FSM) à laquelle adhère la CGT. Elle obtient au printemps 1946, grâce à sa forte mobilisation dans les mines de charbon, la création du statut du mineur, accompagnant de nombreuses nationalisations des compagnies minières, voulue par le ministre communiste Auguste Lecoeur et la reconnaissance de la silicose comme maladie professionnelle.
Elle participe aussi à la création de la Sécurité sociale voulue par le CNR, mise en place par un autre ministre communiste Ambroise Croizat, et à sa gestion. La CGT obtient 59 % des voix lors des premières élections des administrateurs des nouvelles caisses de la Sécurité sociale, et une génération s'investit dans leur gestion, tandis que la CFTC enregistre un percée avec 26 % des voix.
Le 5 octobre 1946 c'est la promulgation du statut général des fonctionnaires par le ministre communiste Maurice Thorez. Le 8 avril, dans le cadre de la nationalisation d'EDF-GDF, Marcel Paul, ministre communiste de la Production industrielle, permet la création du Conseil central des œuvres sociales (CCOS) financé sur le 1 % minimum des bénéfices hors taxes des ventes d'électricité et de gaz de l'entreprise étatisée qui, par la suite, subira régulièrement les accusations de financement occulte de la centrale syndicale,,.

#### Scissions donnant naissance à la CGT-FO et la FEN
Du 8 au 12 avril 1946, le 26e congrès de la CGT à Paris avait vu une nette domination des « unitaires », dont les chefs de file participent également à la direction du PCF. Le secrétaire général Benoît Frachon, membre de la direction du PCF, a rédigé un rapport qui n'a pas fait l'unanimité, adopté par seulement 84,4 % des voix.
En mai 1947, les revendications des grévistes de Renault sont reprises par la CGT, mais avec un temps de retard, car le PCF y voit l'action de l'extrême-gauche et avec pour conséquence, le 5 mai, l'éviction des ministres communistes du gouvernement. En juin, lors des grèves chez Citroën, à la SNCF, dans les banques, dans les grands magasins, le président du Conseil Paul Ramadier parle de « chef d'orchestre clandestin ». En juillet, des grèves à EDF, puis chez Peugeot, Berliet, Michelin se traduisent le 1er août par un accord entre la CGT et le CNPF pour une augmentation de 11 %, mais qui est dénoncé par le gouvernement. Les 13 et 14 novembre 1947, la division s'accentue au sein du Comité confédéral national (CCN) de la CGT entre la majorité et la minorité, en particulier à propos du plan Marshall, qui a émergé au printemps et qui est ensuite dénoncé plus vigoureusement par l'Union soviétique à partir de l'automne. La majorité communiste de la direction de la CGT, fidèle à Moscou, refuse le plan Marshall. Les grèves s'étendent à la SNCF, où elles avaient déjà été très suivies en juin, et dans toute la France dans le secteur des mines, ce qui est problématique car la France souffre toujours d'une pénurie de charbon.

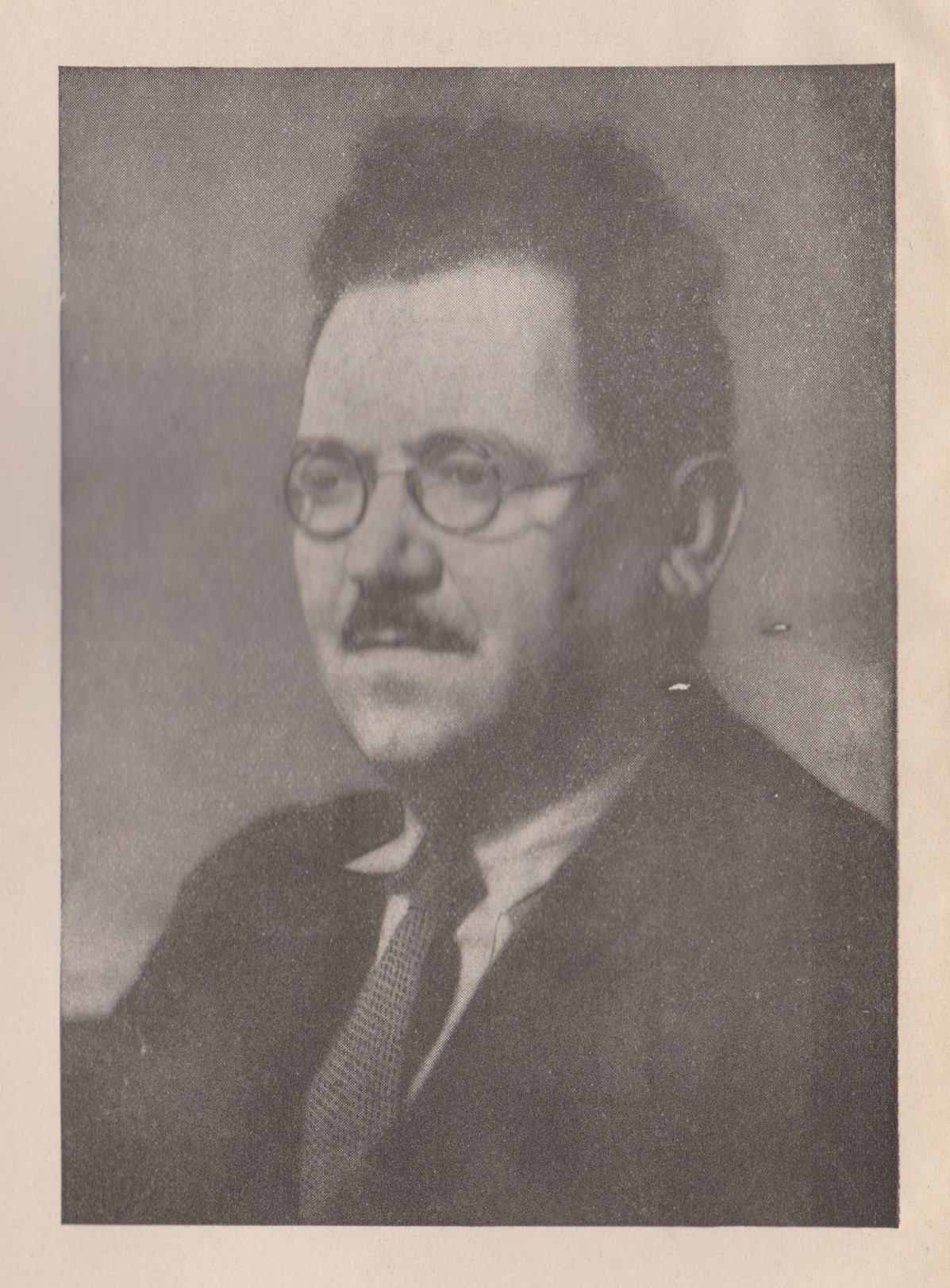
Benoît Frachon, secrétaire général de la CGT et membre de la direction du Parti communiste français, en 1946

Dans la nuit du 2 au 3 décembre 1947, le sabotage et le déraillement du train postal Paris-Tourcoing cause une vingtaine de morts et une quarantaine de blessés. Les 14 cheminots arrêtés après le déraillement sont relâchés après quelques jours puis mis hors de cause après une enquête minutieuse en février 1948. L'émotion causée par cet accident sert à discréditer la grève les cheminots qui avaient participé à la Résistance, idéalisés l'année précédente dans le film à succès La Bataille du rail, et à justifier la répression des « grèves rouges », ce qui se traduit par la mort de quatre ouvriers et plus de 1 300 arrestations.
Le 19 décembre se concrétise un autre phénomène : la colère présente depuis plus de deux ans des minoritaires, qui s'étaient souvent opposés aux excès de la bataille de la production et refusent que la direction de la CGT reste soumise au PCF, le secrétaire général Benoit Frachon étant même membre lui-même de la direction du PCF. Ils finalisent la création, préparée depuis des mois, d'une autre confédération « CGT-Force Ouvrière » (FO): FO tiendra dans la foulée son congrès constitutif en avril 1948 emportant environ 300 000 adhérents, soit une nette minorité. C'est la « scission » de la CGT, suivie d'une autre juste après : un certain nombre de fédérations professionnelles de la CGT, notamment la fédération de l'Éducation nationale (FEN), menée par sa principale composante, le syndicat national des instituteurs, choisissent un passage, alors considéré comme « provisoire », à l'autonomie. Il sera en fait durable.
Le SNI et la FEN instaurent alors officiellement en leur sein la représentation proportionnelle des tendances dans les organismes délibératifs et admettent également la double appartenance à une des deux confédérations (CGT ou CGT-FO) à titre individuel dès lors qu'il n'y a pas de syndicat concurrent d'un syndicat national. Mais cette tolérance à la double appartenance sera plus tard abolie par FO et en 1954 par une décision du Bureau politique du Parti communiste français exigeant que les instituteurs communistes ayant poursuivi une activité syndicale au SNI renoncent à rester à FO. La tendance animée à la Libération par des militants communistes fut longtemps nommée cégétiste puis (après 1954) ex-cégétistes, avant de prendre le nom d'Unité-Action.

#### Manifestations et blocages contre la guerre d'Indochine
Le début de la guerre d'Indochine a lieu le 19 novembre 1946 lors du bombardement de Haïphong par des navires de l'armée française, aussi appelé « massacre de Haïphong » car il fait 6 000 victimes, principalement des civils, et provoque le début des insurrections armées en différents lieux de l'Indochine en étant suivi notamment par la bataille de Hanoï en décembre 1946, le journaliste Rémi Kauffer parlant lui de simple « incident de Haïphong ».
Pendant toute la première partie du conflit, la CGT se tient à l'écart de ce conflit, faute d'en maitriser les enjeux, mais à partir de la seconde partie de 1949, elle organise des manifestations de solidarité à l'égard du peuple vietnamien et en faveur de la paix, la grève de 1949-1950 contre la guerre d'Indochine, qui démarre dans les ports d'Oran, Marseille et Dunkerque puis s'étend: les dockers refusent de charger les armes partant pour la guerre d'Indochine, des trains sont bloqués, des armes jetées à la mer, d'autres professions suivent, et plusieurs personnes sont tuées, la CGT entrainant rapidement la majorité de l'opinion publique derrière elle.
L'année 1949 voit au même moment une division du mouvement syndical mais à l'échelle mondiale, la Fédération syndicale mondiale (FSM) critique le plan Marshall et l'influence américaine en Europe, ce qui provoque une scission. Les syndicats des États-Unis, d'Angleterre et des Pays-Bas se retirent de la FSM. Ils créent la Confédération internationale des syndicats libres (CISL) à laquelle adhère la CGT-FO, aidée par les syndicats nord américains regroupés dans l'AFL-CIO.
En raison notamment des différentes scissions, la CGT perd de 1947 à 1950, la moitié de ses effectifs.

#### Conventions collectives et grèves unitaires de 1953
En 1950 est votée la loi sur les Conventions collectives, qui a pour résultat de donner des avantages spécifiques à certaines branches, qui profitent aussi aux salariées des entreprises les plus petites, où il est plus difficile de négocier avec l'employeur de tels avantages.
En 1953, une grande grève a lieu du 4 au 25 août, réunissant les principaux syndicats dans les services publics. Le 4 août, la CGT puis la CFTC appellent à une journée d'action des secteurs public et nationalisé contre le recul de l'âge donnant droit à la retraite. Les postiers de Bordeaux décident la poursuite du mouvement. Aussitôt les confédérations CGT, FO, CFTC appellent à la grève générale dans ces secteurs. Le 14 août, on compte quatre millions de grévistes, ce qui contraint le gouvernement à reculer. La répression atteint la direction de la CGT : Alain Le Léap est incarcéré et Benoît Frachon doit passer dans la clandestinité.

#### Actions contre la guerre d'Algérie
Durant toute la guerre d'Algérie (1954-1962), la CGT soutient « les revendications des Algériens et leurs aspirations nationales » et durant les 4 années précédentes, les articles de l'ex-résistante Madeleine Riffaud dans La Vie ouvrière, hebdomadaire du syndicat tiré à un demi-million d'exemplaires, ont dénoncé la situation coloniale : elle participe aux réunions du Mouvement pour le triomphe des libertés démocratiques (MTLD) de Messali Hadj à Saint-Denis et place de la République, puis lance une grande enquête sur la condition des travailleurs algériens en France. L'hebdo de la CGT met en valeur le « 1er mai historique » de 1951, quand le MTLD défile avec sur ses banderoles « L'Algérie aux Algériens », la partie « algérienne » des défilés du 1er mai devenant rapidement très forte, jusqu'à atteindre le tiers en 1953, peu avant la manifestation du 14 juillet 1953 à Paris qui s'achève par des tirs de la police sur le cortège du MTLD, occasionnant sept morts et environ 50 blessés graves, prélude au massacre du 17 octobre 1961 et à l'interdiction pendant 13 ans des défilés du 1er mai à Paris.
Au printemps 1952, La Vie ouvrière envoie Madeleine Riffaud en Algérie pour trois mois, dans le sillage de ses enquêtes en France, tandis que Mireille Miailhe et Boris Taslitzky, peignent sur les conditions de vie de la population, via un périple semi-clandestin d’Alger à Oran, Beni-Saf, Ain-Témouchant, Sidi-bel-Abbès, Tlemcen, Constantine, Biskra et Djema Setif, en vue de l'exposition « Algérie 52 », qui dépeint le petit peuple d’Algérie, dans l'esprit de celle sur le petit peuple des mines du Nord et témoigne des tensions politiques et sociales. Lors du séisme d'Orléansville du 9 septembre 1954, qui provoqua 1 250 morts et 3 000 blessés, La Vie ouvrière, journal de la CGT, lance en arabe et en français un appel « à la solidarité avec nos camarades algériens » et des chaînes de dons passant par les dockers de Marseille et Oran, en dénonçant l'inégalité des secours entre les habitants "européens" d'Orléansville et ceux des villages arabes alentour.

### VeRépublique, depuis 1958

#### Massacre de Charonne et fin de la guerre d'Algérie
Neuf militants de la CGT sont tués par la police le 8 février 1962 à l'entrée d'une station de métro lors d'une manifestation pour la paix en Algérie: c'est l'affaire de la station de métro Charonne. La manifestation protestait en particulier contre les attentats de l'OAS, qui ont causé à la même époque plus d'un millier de morts dans l'hexagone, l'un d'eux visant même le général De Gaulle, dans le sillage du putsch des généraux d'Alger et des exactions policières commises lors du massacre du 17 octobre 1961. Les négociations de paix débouchent sur les accords d'Évian du 18 mars 1962, mettant fin à l'essentiel de la guerre d'Algérie, validées par un référendum où trois quarts des Français votent la fin de la guerre, avec parfois des débordements comme à Marseille, où un groupe de dockers de la CGT a accueilli un navire de rapatriés d'Algérie avec une banderole portant le slogan : « Pieds-noirs, rentrez chez vous ».

#### Grève des mineurs français de 1963
En 1963 a lieu la longue grève des mineurs français de 1963, qui réunit tous les syndicats. Les grévistes revendiquent une augmentation des salaires et ils reçoivent l’appui des cheminots, des sidérurgistes, des agents de la fonction publique et des étudiants. Des équipes de mineurs en tenue ont sillonné toute la France pour collecter des fonds. Plus de trois milliards de francs de l'époque ont été versés dans un fonds inter-confédéral de solidarité[réf. nécessaire]. Les quatre fédérations syndicales d’EDF et GDF appellent à un débrayage d’une heure dès le 5 mars et poursuivent au cours du mois de mars par différentes actions. Quant aux dockers français, ils suspendent, le temps de la grève, les déchargements de charbons étrangers. La solidarité concerne aussi les enfants : 22 638 sont accueillis et hébergés dans des familles en France et en Belgique. Après 35 jours de conflit très suivi, le gouvernement Pompidou finit par céder en accordant des augmentations de salaires, mais aussi l’ouverture de discussions sur la quatrième semaine de congés payés et sur la durée du temps de travail.

#### Mouvements unitaires de 1967 et 1968
L'année 1966 voit la signature du premier accord national revendicatif entre la CGT et la CFDT, constituée en novembre 1964 sur les bases de la déconfessionnalisation de CFTC. L'autre artisan de l'accord est Georges Séguy, qui se prépare à succéder l'année suivante à Benoît Frachon lors du 36e congrès tenu du 11 au 16 juin 1967. Dans la foulée de cet accord a lieu le très important mouvement de 1967 contre les ordonnances sur la sécurité sociale, prélude à Mai 68.
La plus grande grève générale de l'histoire de France a lieu en mai et juin 1968, quand entre sept et dix millions de travailleurs en grève occupent leurs usines. Cette grève obtient la signature des accords de Grenelle : augmentation de 35 % du salaire minimum, reconnaissance de la section syndicale à l'entreprise et confirmation d'une quatrième semaine de congés payés, envisagée un peu plus tôt mais pas décidée. Dans la foulée de ce mouvement de Mai 68, le 15 décembre 1970 est signé un nouvel accord CGT-CFDT sur des revendications prioritaires : revalorisation du SMIC, retraite à 60 ans, semaine de 40 heures, emploi, heures de formation syndicale et en 1972, dans l'espoir d'en obtenir la satisfaction, la CGT soutient le programme commun de la Gauche, suivie en 1978 par une première tentative infructueuse de Georges Séguy pour autonomiser la CGT du PCF, qui se heurte aux partisans de Georges Marchais, numéro un du PCF, mais qui fait qu'en 1981 la CGT n'appelle à voter que pour François Mitterrand au second tour de la présidentielle laissant le libre choix à ses adhérents au 1er tour.

#### Présidences de Mitterrand et Chirac 1981-2007

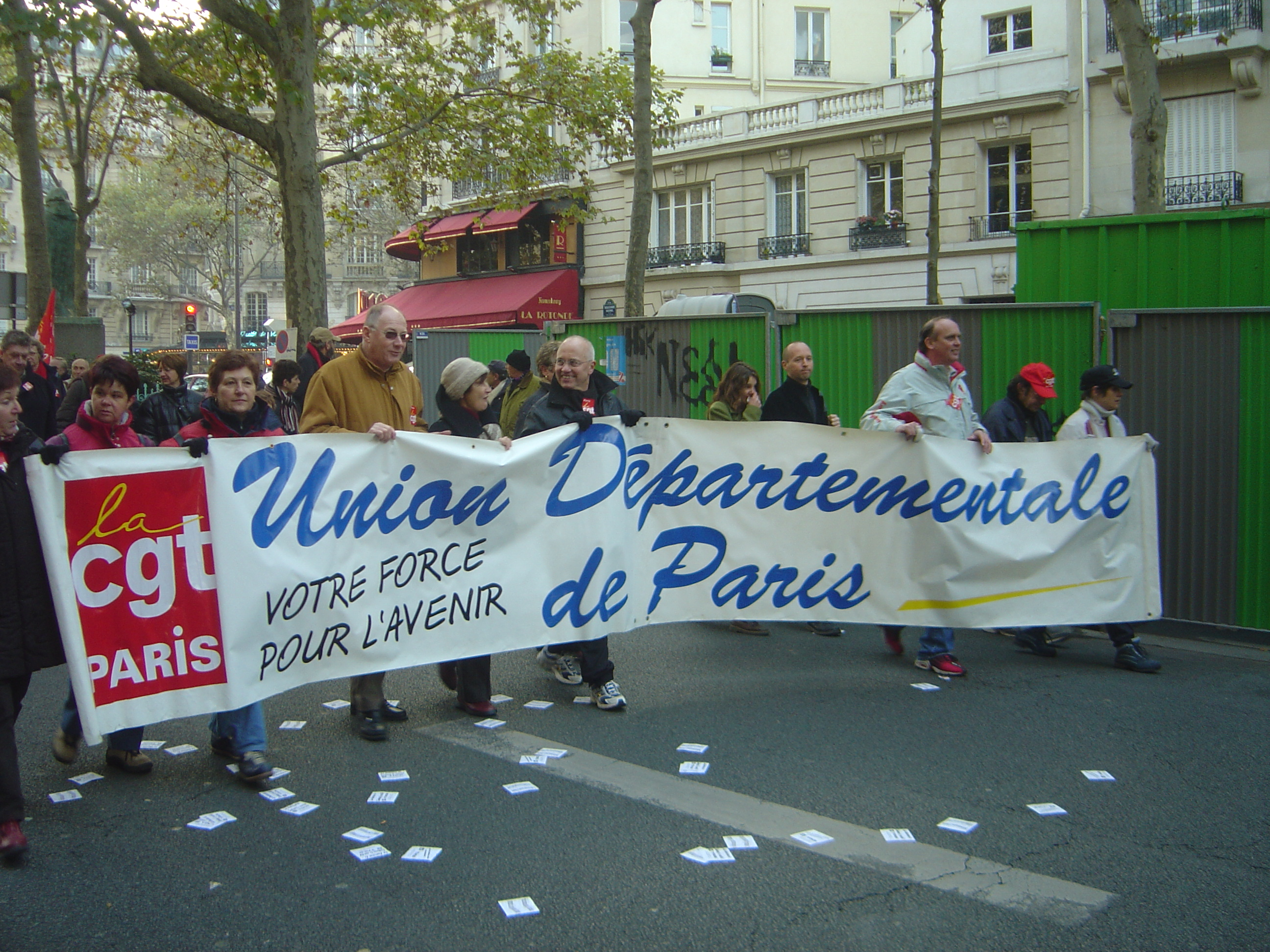
Militants de la CGT manifestant à Paris pour la défense des services publics (2005).

En 1982, Henri Krasucki devient secrétaire général lors du 41e congrès et il fait face lors des années 1980 à l'apparition de coordinations nationales lors des grandes grèves, comme celle des cheminots à l'hiver 1986-1987.
En 1988, la situation se répète lors du mouvement de grève des infirmières à l'appel d'une coordination nationale qui réclame notamment une augmentation significative des salaires et de véritables moyens pour la formation. Après la défection des autres syndicats, la CGT est seule à soutenir le mouvement. En 1992, Louis Viannet succède à Henri Krasucki en février lors du 44e congrès et lors des élections législatives, la CGT ne donne aucune consigne de vote.
Puis viennent les importants mouvements de grève contre le plan d'Alain Juppé, en novembre-décembre 1995, dans lesquels s'illustre un jeune cheminot, Bernard Thibault, qui prendra quatre ans après la direction de la CGT: lors du 46e congrès. Entre-temps, au cours de son 45e congrès, la CGT décide de rénover ses statuts et de quitter la FSM et en 1999 la CGT adhère à la Confédération européenne des syndicats, fondée en 1973.
Lors des élections prud'homales de 2002, la CGT reste en tête avec 32,13 % des voix (-0,98 %) devant la CFDT (25,33 %) puis l'année suivante, celle de son 47e congrès est celle d'importants mouvements sociaux contre le projet de Loi Fillon (mai-juin).
En 2005, le Comité confédéral national (CCN), le « parlement » du syndicat, recommande le 9 février le rejet de la constitution européenne, contre l'avis du secrétaire général Bernard Thibault. Le congrès de 2006 est avancé de quelques mois.
En 2006, la CGT tient son 48e congrès à Lille du 24 au 28 avril, dans une période de grand mouvement social contre le Contrat première embauche, disposition législative finalement abandonnée. Puis le 1er novembre, elle participe à la fondation de la Confédération syndicale internationale.

#### Présidence Sarkozy
En 2010, le syndicat est présent lors des manifestations et grèves contre la réforme des retraites. La CGT s'investit beaucoup dans les très populaires journées d'action, de manifestations et de grèves contre la réforme des retraites avec des contre-propositions. Elle propose, en particulier, que les salariés assujettis à des travaux pénibles aient droit à un départ à la retraite anticipé en fonction de la durée d’exposition à la pénibilité. Elle demande que les revenus financiers des entreprises soient soumis à contribution, en rappelant qu'en 2009, la Cour des comptes évaluait à 10 milliards d'euros le manque à gagner de cette non-contribution. Le syndicat veut remettre à plat l’ensemble des exonérations fiscales, évaluées 30 milliards d'euros en 2009, mais aussi moduler les cotisations sociales en fonction des politiques d’emploi des entreprises[réf. nécessaire]. Cet engagement ne change pas la proportion d'accords signés : 84 % en 2014 et 2015 selon un bilan du ministère du Travail.

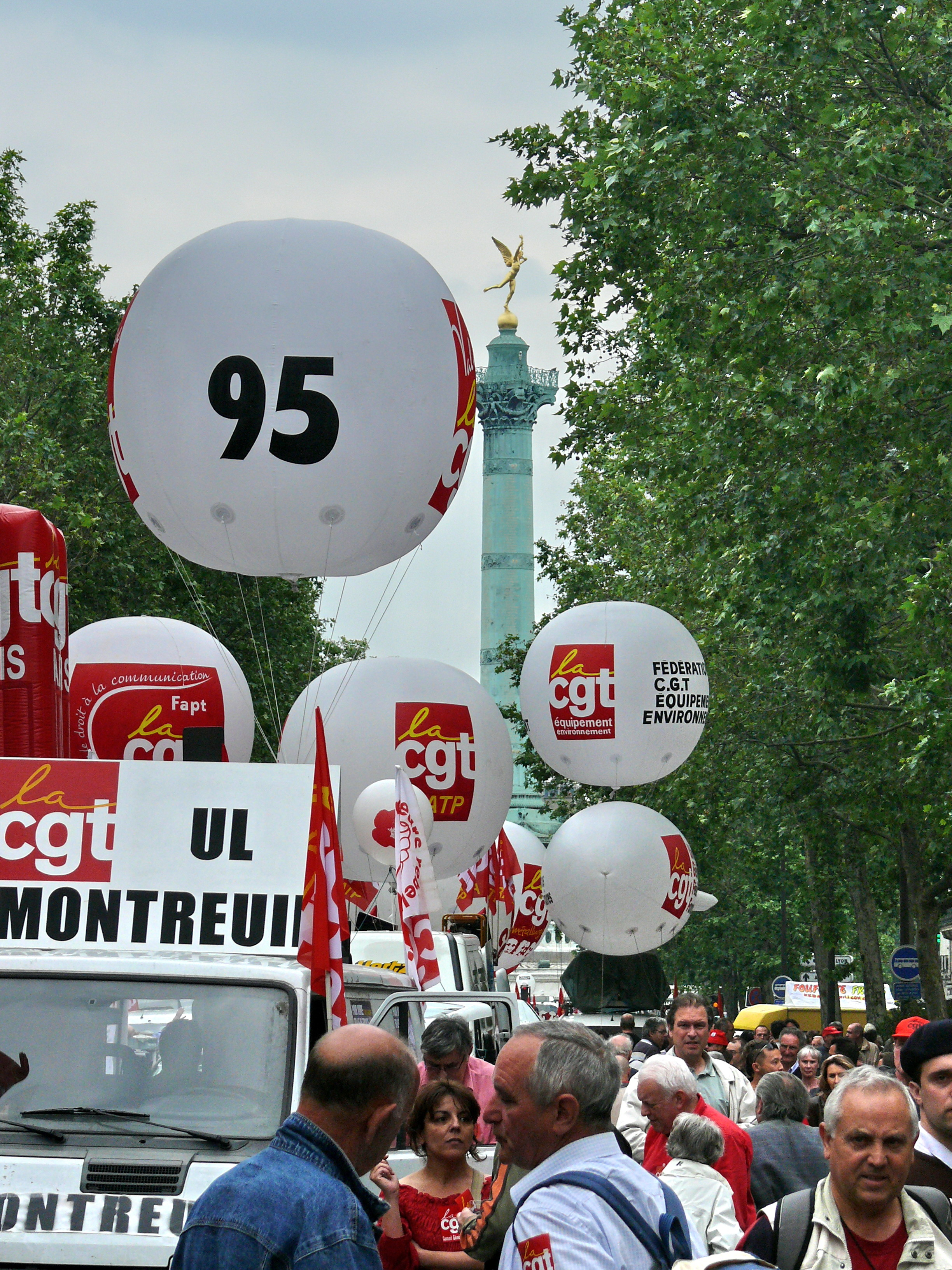
Manifestation de défense des retraites à Paris, le 22 mai 2008.

#### Présidence Hollande
Lors de la campagne présidentielle, au second tour, le syndicat, par la voix de son secrétaire général, Bernard Thibault, appelle à voter pour le candidat socialiste François Hollande. 
En mars 2013, Thierry Lepaon est élu secrétaire général lors du 50e congrès, mais il ne reste à son poste qu'un peu moins de deux ans car il est contesté en interne pour des affaires de frais engagés dans son bureau.

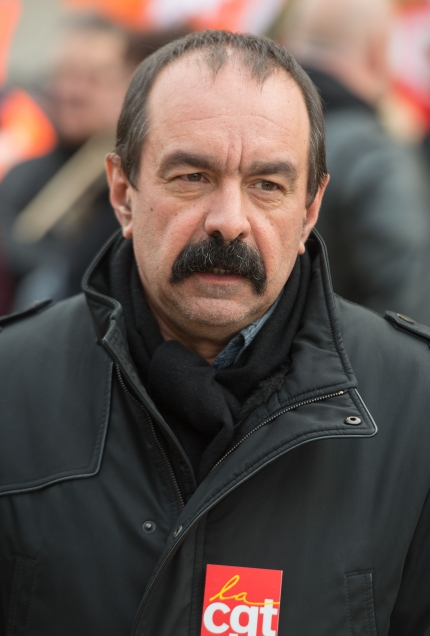
Philippe Martinez, secrétaire général de 2015 à 2023.

En février 2015, Philippe Martinez est élu secrétaire général en remplacement de Thierry Lepaon après la démission de ce dernier.
En 2016, la CGT participe activement aux grèves et manifestations du printemps 2016. Le 18 février 2016, lendemain de la présentation de la loi travail, Sophie Binet, dirigeante de l'UGICT CGT, lance la pétition « Loi Travail : non, merci ! »,, avec Caroline de Haas et Elliot Lepers, rejoints rapidement par une vingtaine de militants associatifs et syndicaux. Au total, la pétition recueillera le chiffre record de 1,35 million de signatures, lançant le Mouvement social contre la loi Travail en France de 2016. Démarrent alors les manifestations contre le projet de réforme du code du travail.
La CGT annonce à la presse que toutes les raffineries de France sont en grève le 24 mai. Elle impose aux quotidiens nationaux, pour paraître le 26 mai, de publier une tribune signée de leur secrétaire général Philippe Martinez contre la loi Travail; Tous les titres de presse ont refusé, à l'exception du journal L'Humanité,,.

#### Présidence Macron
Au cours de l'entre-deux-tours de l'élection présidentielle de 2017, en avril 2017, la CGT appelle à « faire barrage » à Marine Le Pen, sans pour autant inviter à voter pour Emmanuel Macron.
En mai 2019, Philippe Martinez est réélu lors du congrès de Dijon.
Au cours de l'hiver 2019/2020, la CGT participe activement aux grèves et aux manifestations contre le projet de réforme des retraites. Elle s'illustre aussi dans des grèves longues dans certaines entreprises, ainsi de juillet 2019 à mai 2021, la CGT-HPE (hôtels de prestige et économiques) soutient la mobilisation des femmes de chambre de l'hôtel Ibis Batignolles pour dénoncer leurs conditions de travail et leur sous-rémunération auprès de leurs employeurs, le groupe hôtelier Accor et son sous-traitant STN. En mai 2021, les femmes mobilisées (notamment Rachel Keke) obtiennent victoire après 8 mois de grève..

##### Mouvement social de 2023
Dans le contexte politique, démographique et social à rebondissements du début des années 2020, la CGT fait partie de l'intersyndicale nationale, comprenant toutes les organisations syndicales nationales, qui organise des journées de manifestations géantes dans 300 villes de France, avec de nombreuses grèves et occupations au centre du mouvement social contre le projet de réforme des retraites en France de 2023 et écrit à Emmanuel Macron pour demander des négociations, puis n'ayant pas été reçue, une médiation et une suspension de l'adoption du texte de loi.
Les syndicats affichent tout au long du mouvement leur autonomie par rapport aux partis politiques, notamment lors des dépôts à répétition d'amendements contre l'avis de toutes les organisations syndicales, le leader de la CGT Philippe Martinez s'étonnant même d'une volonté « de ne pas aller à l'article 7 pour des raisons de s'approprier le mouvement social et de faire passer les organisations syndicales au second plan ».
Emmanuel Macron dit son souhait de ne « pas court-circuiter le travail parlementaire » pour refuser le 10 mars de rencontrer l'intersyndicale et un bras-de-fer médiatique se produit entre lui et Philippe Martinez, le 22 mars, lors de la première prise de parole publique de Macron sur la contestation, au cours de laquelle il écarte toute négociation et compare le mouvement social à l'assaut du Capitole par des partisans de Donald Trump,.

##### 53econgrèsà Clermont-Ferrand

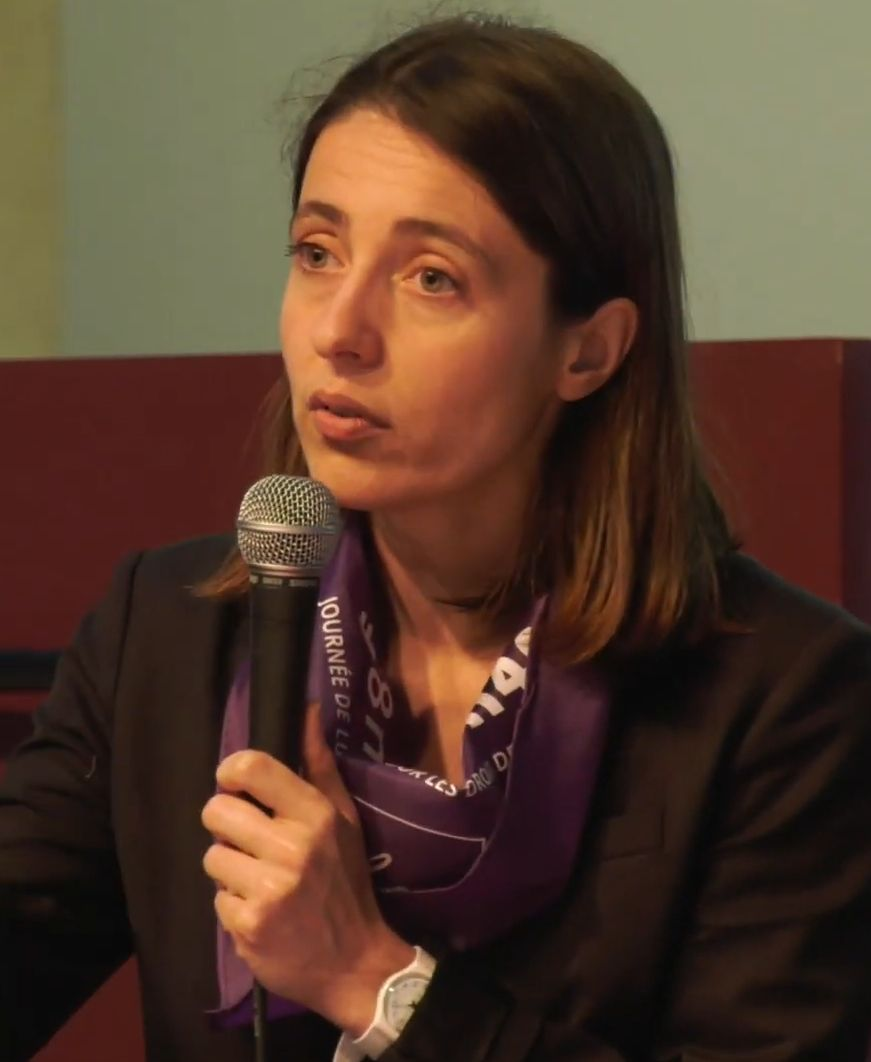
Sophie Binet, secrétaire générale de la CGT depuis 2023.

À partir de mai 2022, Philippe Martinez déclare à la confédération qu'il veut passer la main et suggère le nom de Marie Buisson, secrétaire générale de la Ferc-CGT, pour lui succéder,.
Le 53e congrès de la CGT s’ouvre le 27 mars à Clermont-Ferrand, en plein mouvement social contre le projet de réforme des retraites en France de 2023. La situation dans la salle du congrès est tendue, et la première journée est émaillée d'incidents. Le vote du bilan d'activité, présenté par la CEC sortante est rejeté à une courte majorité (50,32 %), « une première pour la CGT des temps modernes », selon Jean-Marie Pernot, politologue spécialiste de l’histoire des syndicats.
Selon Céline Verzeletti, l'une des deux candidates, avec Marie Buisson, à la succession de Philippe Martinez, ce scrutin a été un « voté par mandats », car le vote de chaque délégué a été « bien débattu » au sein des syndicats, « ce n'est pas un vote d'humeur […] donc ce n'est pas un petit signal envoyé à la direction sortante ».
Le CEC propose un bureau confédéral ne comprenant pas Marie Buisson, mais avec comme secrétaire générale Sophie Binet, secrétaire générale de l'UGICT, et comme administrateur Laurent Brun, secrétaire général de la fédération des cheminots. Le congrès de la CGT élit pour la première fois à sa tête une femme, le 31 mars 2023. La Nantaise Sophie Binet, 41 ans et conseillère d'orientation dans des lycées professionnels à Marseille et en banlieue parisienne, puis responsable de l'Union CGT des cadres et techniciens, succède ainsi à Philippe Martinez. La presse souligne alors le lien entre ses nouvelles responsabilités face à une vague prolongée de multiples blocages, grèves ou manifestations spontanées et son expérience à la direction nationale de l'UNEF quand le syndicat étudiant avait obtenu en 2006 l'abandon du contrat première embauche par Jacques Chirac,,.
En novembre 2023, la CGT perd sa place de premier syndicat à EDF qu'elle occupait sans discontinuer depuis 1946 au profit de la CFE-CGC.
En juin 2024 lors d'un Comité confédéral national, les responsables de fédérations et des unions départementales de la CGT votent en faveur d'un soutien explicite au Nouveau Front populaire. Cette décision est présentée comme un tournant, car si la CGT appelle régulièrement à voter contre l’extrême droite, elle n'appelle habituellement pas à voter pour un parti ou un mouvement en particulier. Le syndicat est en effet signataire de la Charte d’Amiens, qui acte l’indépendance des syndicats à l’égard des partis politiques.

### Positionnement
En 2008, Guy Groux, directeur de recherche au Centre de recherches politiques de Sciences Po, juge que la CGT est plus « contestataire » que les quatre autres syndicats représentatifs de droit car elle a dénoncé l'accord du 11 janvier 2008 sur la modernisation du marché du travail. La centrale syndicale explique cette décision en dénonçant une « instrumentalisation de l'agenda social » par le MEDEF, ajoutant que ce dernier « a insidieusement agité la menace d'un échec des négociations et d'une loi susceptible de mettre encore plus à mal le code du travail ».

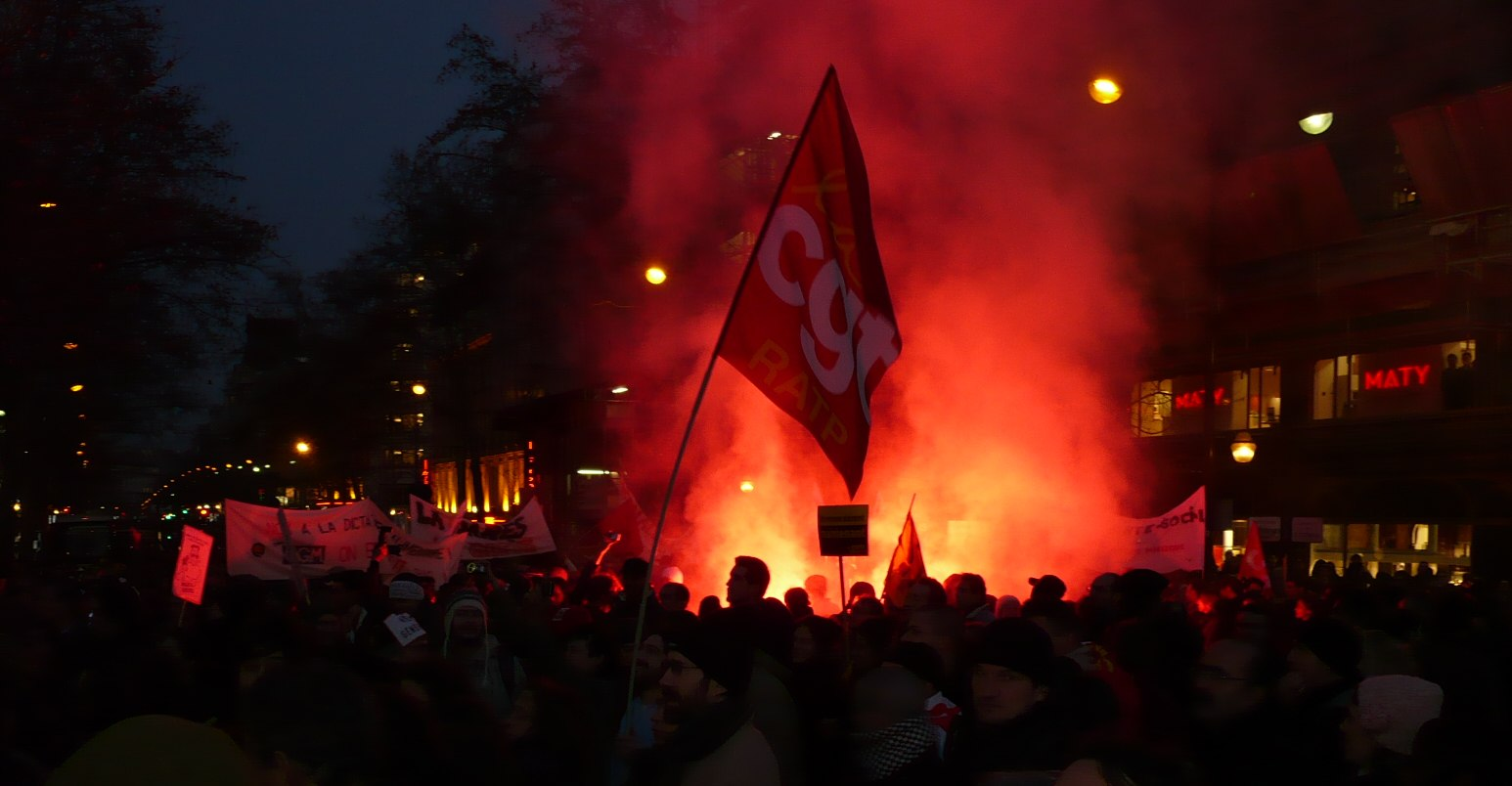
Drapeau de la CGT dans une manifestation à Paris.

Guy Groux observe en même temps que le secrétaire général Bernard Thibault tente une rénovation. Le Figaro considère que les sections syndicales locales mènent souvent des grèves pour défendre uniquement les intérêts de leurs adhérents. Ainsi, en février 2008, la grève d'une semaine initiée par la CGT provoque de grandes perturbations à l'aéroport d'Orly. Selon Le Figaro, 48 grévistes, le lundi 11 février 2008, obligent les compagnies aériennes à annuler un vol sur deux à Orly, en raison d'une opposition au regroupement du contrôle aérien en Île-de-France dans une plate-forme unique. Cette opposition menée par la section locale aurait donc eu, d'après ses détracteurs, pour unique but d'éviter de diluer les effectifs de la CGT et de lui faire perdre la majorité qu'elle détient dans le centre d'Orly,. Au même moment, le NPA accuse la CGT et les autres confédérations de freiner leurs syndiqués dans les luttes sociales.
La direction de la CGT a par ailleurs rompu dans les années 1990 nombre de ses liens avec les partis de gauche, notamment le Parti communiste, et préfère affirmer sa fidélité à la charte d'Amiens, qui garantit l'indépendance du syndicalisme. Cela s'effectue, selon l'historien communiste du mouvement social Jacques Girault, au risque de perdre, sur un « marché syndical » émietté, une spécificité plus subtile qu'il n'était dit sommairement. Il fait ainsi allusion au rôle de « courroie de transmission » du Parti communiste à l'âge d'or de Benoît Frachon, dans les années 1940, 1950 et 1960, ou même de Georges Séguy, et Henri Krasucki, dans les années 1970 et les années 1980. En 2012, Bernard Thibault est le dernier secrétaire général confédéral à appeler à voter pour un candidat, François Hollande, lors de l’élection présidentielle, et à être adhérent au PCF durant sa fonction syndicale.
La CGT signe 84 % des accords d'entreprise, et environ 35 % des accords de branche.

## Aspects internationaux
La CGT est affiliée à la Confédération européenne des syndicats (CES) et la Confédération syndicale internationale (CSI).

## Enjeux et perspectives

### Représentativité syndicale
La CGT se revendique à un niveau équivalent de la CFDT en termes d'adhérents (610 144) dans les années 2000 et 2010.
Avec 34 % des voix aux élections prud'homales de décembre 2008, la CGT était encore la première organisation syndicale de France.
Par la suite, les gouvernements successifs ont décidé de ne plus organiser ces élections.
Le calcul de la représentativité syndicale, modifié par la loi de 2008, est depuis basé sur les élections dans les entreprises de plus de 10 salariés.
La direction générale du travail a effectué l'agrégation de leurs résultats avec ceux des scrutins organisé dans les entreprises de moins de dix salariés (TPE) fin 2012 et les élections du secteur agricole début 2013.
Les premières élections organisées dans les TPE voient la CGT arriver largement première avec dix points d'avance sur la CFDT mais en 2015-2016, son audience baisse dans plusieurs très grandes entreprises. Elle perd ainsi sa 1re place à Air France juste après l'« affaire Lepaon » le quotidien de droite Le Figaro estimant qu'elle paie surtout les « excès de contestation » en période de crise, sans proposition de réformes.
Selon les chiffres du Haut conseil du dialogue social publiés en mars 2017, la CFDT se hisse pour la première fois en tête des élections professionnelles tenues dans l'ensemble du secteur privé de 2013 à 2016 avec 26,37 % des voix (+ 0,37 par rapport à 2013) devant la CGT 24,85 % (- 1,92 point), FO 15,59 % (- 0,35), la CFE-CGC 10,67 % (+ 1,24 point), la CFTC 9,49 % (+ 0,19), l’UNSA 5,35 % (+ 1,09) et Solidaires 3,46 % (- 0,01). Le poids relatif (retenu pour les seules organisations représentatives au niveau national est de 30,32 % pour la CFDT, 28,57 % pour la CGT, 17,93 % pour FO, 12,27 % pour la CFE-CGC et 10,91 % pour la CFTC. Pour la première fois devancé dans le secteur privé, la CGT reste toutefois premier syndicat dans les TPE et dans la fonction publique, ce qui fait encore d'elle la première sur l’ensemble du salariat.
Le 11 décembre 2018, la CFDT devient le 1er syndicat français, secteur public et privé confondus.
Le 21 mai 2021 la mesure de l'audience syndicale confirme un second recul consécutif de la CGT. Sur 14,11 millions de salariés inscrits, et avec une participation de 38,24 %, la CFDT conforte sa première place avec 26,77 % des voix (+ 0,4 % par rapport à 2017), devant la CGT 22,96 % (- 1,89 %), FO 15,24 % (- 0,35 %), la CFE-CGC 11,92 % (+ 1,25 %), la CFTC 9,50 % (stable). L'UNSA 5,99 % (+ 0,64 %) et Solidaires 3,68 % (+ 0,22 %) ne franchissent pas le seuil national de représentativité (fixé à 8 %).
Le graphique qui aurait dû être présenté ici ne peut pas être affiché car il utilise l'ancienne extension Graph, désactivée pour des questions de sécurité. Des indications pour créer un nouveau graphique avec la nouvelle extension Chart sont disponibles ici.

#### Résultats des élections prud'homales
| Organisation syndicale | 1987    | 1992    | 1997    | 2002    | 2008    |
| ---------------------- | ------- | ------- | ------- | ------- | ------- |
| CGT                    | 36,35 % | 33,35 % | 33,11 % | 32,13 % | 34,00 % |

| Résultats par sections: | 2002   | 2008    |
| ----------------------- | ------ | ------- |
| Industrie               | 39,6 % | 41,95 % |
| Commerce                | 33,1 % | 35,02 % |
| Agriculture             | 24,4 % | 26,89 % |
| Activités diverses      | 30,7 % | 33,12 % |
| Encadrement             | 15,8 % | 16,95 % |

## Organisation
La CGT comprenait en 2009, 22 000 bases syndicales.
Ces bases peuvent prendre la forme de section syndicale affiliés à un syndicat, ou de syndicat. Les syndicats appartiennent à la fois à une union locale (UL), à une union départementale (UD) et à une des 33 fédérations professionnelles de la Confédération.
Les Unions départementales et les Fédérations professionnelles forment la confédération. Elles sont représentées par leurs secrétaires généraux respectifs pour former le Comité confédéral national, organe souverain de la CGT entre deux congrès.
Dans 21 comités régionaux interprofessionnels se coordonnent les UD d'une même région.

### Exécutif
La CGT est dirigée par un bureau confédéral, élu au sein d'une commission exécutive.
Cette dernière est élue à chaque congrès. Le bureau n'est lui élu que par le Comité confédéral national (CCN, 130 personnes), qui réunit trois à quatre fois par an les secrétaires généraux des unions départementales et des fédérations. Ce CCN constitue le « parlement » de la CGT.

### Adhérents
| 1948  | 1958  | 1968  | 1975  | 1997 | 2005 | 2010 | 2012 | 2013 | 2014 | 2017 | 2020 |
| 4 000 | 1 650 | 2 300 | 2 377 | 634  | 711  | 682  | 695  | 688  | 676  | 650  | 605  |

En avril 2016, la CGT compte environ 650 000 adhérents, soit plus que la totalité des partis politiques réunis. En 2019 le nombre d'adhérents repart à la hausse pour la première fois depuis 2013.
Ce chiffre est stable sur les 7 dernières années mais n'a plus rien à voir avec les 4 millions de la fin de la Seconde Guerre mondiale, dans un contexte social et politique très différent.

### Fédérations
- Fédération de la santé et de l’action sociale CGT (Santé AS CGT)
- Fédération de l'éducation de la recherche et de la culture CGT (FERC-CGT)
- Fédération des Finances CGT (CGT Finances)
- Fédération des officiers de la Marine marchande CGT (FOMM-CGT)
- Fédération des personnels du commerce de la distribution et des services CGT
- Fédération des salariés du secteur des activités postales et de télécommunications CGT (FAPT-CGT)
- Fédération des services publics CGT
- Fédération des sociétés d'étude CGT
- Fédération des syndicats du personnel de la banque et de l'assurance CGT
- Fédération des transports CGT
- Fédération des travailleurs cadres et techniciens des chemins de fer CGT (CGT Cheminots)
- Fédération des travailleurs de la métallurgie CGT (FTM-CGT)
- Fédération des travailleurs des industries du livre, du papier et de la communication CGT (Filpac-CGT)
- Fédération générale des syndicats de la Police nationale CGT
- Fédération nationale agroalimentaire et forestière CGT (FNAF-CGT)
- Fédération nationale de l'équipement et de l'environnement CGT (CGT Équipement)
- Fédération nationale des industries chimiques CGT (FNIC-CGT)
- Fédération nationale des mines et de l'énergie CGT (FNME-CGT)
- Fédération nationale des personnels des organismes sociaux CGT (orgasociaux CGT)
- Fédération nationale des ports et docks CGT
- Fédération nationale des professionnels de la vente CGT
- Fédération nationale des salariés de la construction, bois et ameublement CGT
- Fédération nationale des syndicats du spectacle, du cinéma, de l'audiovisuel et de l'action culturelle CGT (FNSAC-CGT)
- Fédération nationale des syndicats maritimes CGT (FNSM-CGT)
- Fédération nationale des travailleurs de l'État CGT (FNTE-CGT)
- Fédération nationale des travailleurs du verre et la céramique CGT
- Fédération textile habillement cuir blanchisserie CGT
- Syndicat national des journalistes CGT (SNJ-CGT)
- Union syndicale de l'Intérim CGT (USI-CGT)

### Unions confédérales
- Union fédérale des syndicats de l'État (UFSE-CGT) (anciennement UGFF-CGT)
- Union générale des ingénieurs, cadres et techniciens CGT (UGICT-CGT)
- Union confédérale des retraités CGT (UCR-CGT)
- Jeunes CGT
- Comité national de lutte et de défense des chômeurs CGT

### Autres
- Association pour l'information et la défense des consommateurs salariés (INDECOSA-CGT)
- Institut CGT d'histoire sociale (IHS-CGT)
- L’Avenir Social, association de solidarité de la CGT

### Secrétaires généraux
Pendant le mouvement social contre le projet de réforme des retraites en France de 2023, la CGT élit pour la première fois de son histoire à sa tête une femme, Sophie Binet. Avec Bernard Thibault, élu en 1999 à 40 ans, c'est la plus jeune des secrétaires généraux de l'histoire du syndicat depuis la Première guerre mondiale, avant laquelle des trentenaires avaient occupé cette fonction.
| Secrétaires généraux de la CGT | Secrétaires généraux de la CGT | Secrétaires généraux de la CGT         |
| ------------------------------ | ------------------------------ | -------------------------------------- |
| 1895-1898                      | Absalon Lagailse               | du 4 décembre 1895 à octobre 1898      |
| 1898-1900                      | Maurice Copigneaux             | d'octobre 1898 à septembre 1900        |
| 1900-1901                      | Victor Renaudin                | de septembre 1900 au 21 avril 1901     |
| 1901                           | Eugène Guérard                 | du 21 avril au 26 novembre 1901        |
| 1901-1909                      | Victor Griffuelhes             | de novembre 1901 au 2 février 1909     |
| 1909                           | Louis Niel                     | du 24 février au 12 juillet 1909       |
| 1909-1947                      | Léon Jouhaux                   | du 12 juillet 1909 au 19 décembre 1947 |
| 1945-1967                      | Benoît Frachon                 | du 5 septembre 1945 au 16 juin 1967    |
| 1948-1957                      | Alain Le Léap                  | de janvier 1948 au 27 septembre 1957   |
| 1967-1982                      | Georges Séguy                  | du 16 juin 1967 au 18 juin 1982        |
| 1982-1992                      | Henri Krasucki                 | du 18 juin 1982 au 31 janvier 1992     |
| 1992-1999                      | Louis Viannet                  | du 31 janvier 1992 au 5 février 1999   |
| 1999-2013                      | Bernard Thibault               | du 5 février 1999 au 22 mars 2013      |
| 2013-2015                      | Thierry Lepaon                 | du 22 mars 2013 au 7 janvier 2015      |
| 2015-2023                      | Philippe Martinez              | du 3 février 2015 au 31 mars 2023      |
| Depuis 2023                    | Sophie Binet                   | depuis le 31 mars 2023                 |

### Sièges successifs de la CGT

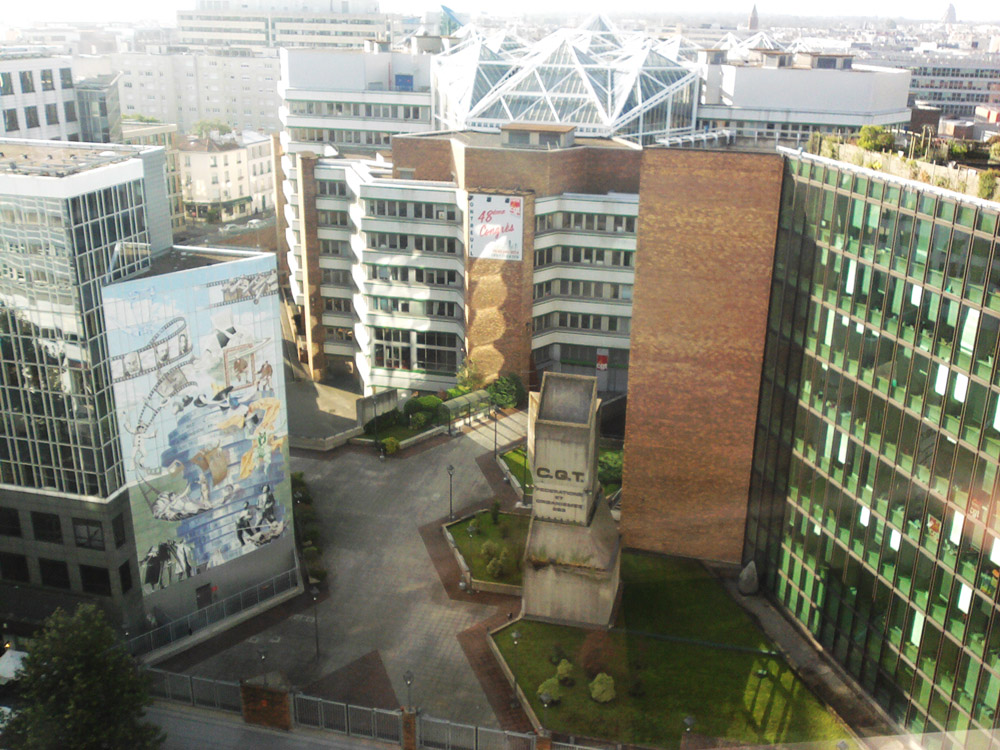
Le siège de la CGT à Montreuil en 2014.

Expulsée de la Bourse du travail en 1906, la CGT loue une usine désaffectée sise au numéro 33 de la rue de la Grange-aux-Belles. Les travaux terminés, la propriétaire meurt : l'immeuble doit être vendu. La CGT contourne la loi de 1884 interdisant l'accès à la propriété aux syndicats en créant une société en nom collectif, et c'est ainsi qu'en novembre 1907, la CGT devient propriétaire. La forte syndicalisation des années 1920 permet l'achat d'autres bâtiments dont le 211 de la rue La Fayette, et à l'angle de l'avenue Mathurin-Moreau (actuelle place du Colonel-Fabien).
La confédération s'installe dans un bâtiment neuf à Montreuil en 1983,. Les travaux ont duré quatre ans.

## Controverses

### Années 1980

#### Détournement d'armes lors de la faillite de Manufrance en 1980
En 1991, la direction des NMPP découvre une cache de plus de 5 000 armes dans un de ses entrepôts de Saint-Ouen. Ces armes avaient été détournées puis cachées par des ouvriers membres du syndicat du livre lors de la faillite de Manufrance en 1980 en prévision du « grand soir ». La direction des NMPP ne porte pas plainte.

#### Financement par des syndicats de l'URSS en 1985
En 1993, au moment où la CGT commence à prendre ses distances avec le Parti communiste français, après lui avoir été liée des années 1930 aux années 1980, Le Nouvel Observateur révèle une affaire de financement par des syndicats de l'URSS dans les années 1980, époque où le Parti communiste français est très proche de l'URSS et dirigé par Georges Marchais. Selon cette enquête, le secrétaire général de la CGT Henri Krasucki a demandé en 1985 au conseil central des syndicats de l'URSS d'accorder à son syndicat une aide urgente de 10 millions de francs (un million de roubles convertibles). Cette demande a un caractère strictement confidentiel et seul le comité central du Parti communiste français est au courant. Cette aide, approuvée par le Politburo du Parti communiste de l'Union soviétique, sera accordée en deux versements en 1985 et 1986 de 500 000 roubles provenant du comité du tourisme et d'excursion par le KGB.
Selon le journaliste Emmanuel Schwartzenberg, le scandale aurait été étouffé par le gouvernement socialiste de l'époque, soucieux de ménager la CGT.

### Affaires liées à des comités d'entreprise

#### Comité d'entreprise de la SNCF de la région Metz-Nancy
Le comité d'entreprise de la SNCF de la région Metz-Nancy, géré par des délégués CGT, a été condamné en 2016 pour avoir employé une aide de cuisine en CDD pendant 12 ans (184 contrats de travail de type CDD) avant de la licencier. L'employée a obtenu une indemnité de 40 674 euros.

#### Comité d'entreprise d'Électricité de France
La CGT a été mise en cause dans les pratiques du comité d'entreprise d'Électricité de France (EDF), dans les années 1990, à l'époque où elle était seule à le diriger. Au début des années 2000, cette polémique a repris, entrainant la révocation du directeur général de la Caisse centrale d'activités sociales (CCAS), qui avait évoqué des irrégularités lourdes et des dysfonctionnements, et le dépôt d'une plainte par trois agents. Bernard Thibault a été entendu par la justice en juillet 2006 dans le cadre de cette affaire[réf. nécessaire]. Jean Lavielle et Brigitte Dareau, anciens responsables du CE ont été mis en examen à ce titre. La CGT dément toute malversation au CE d'EDF-GDF, affirmant que « les dépenses sont contrôlées en permanence depuis une dizaine d'années, il y a une commission d'appels d'offre ». Elle a été condamnée par le tribunal correctionnel de Paris en première instance.

#### Comité d'entreprise de Safran
Condamnation à six et quatre mois de prison avec sursis le 22 novembre 2023 par le tribunal judiciaire de Châteauroux des anciens secrétaires et trésoriers du comité d'entreprise de Safran à Issoudun ainsi qu'à payer 7 000 euros d'amende chacun dont 5 000 euros avec sursis pour avoir détourné de 80 000 à 110 000 euros, outre les intérêts civils, du comité d'entreprise de Safran Seats entre 2008 à 2014.

### Syndicat CGT du commerce et des services du Calvados
En octobre 2023, le tribunal judiciaire de Caen a débouté le syndicat du commerce et des services de la CGT du Calvados de sa demande d'annulation des élections au comité social et économique et l'a condamné à verser aux 22 salariés assignés du Centre Leclerc d'Ifs la somme de 1 500 euros à chacun d'eux, soit un total de 33 000 euros, au titre des frais de justice. Le syndicat reprochait aux salariés la constitution d'une liste pour les élections professionnelles de mai 2023 sans avoir été mandaté à ce titre alors que les candidats avaient remporté tous les postes lors de ces élections.

### Expulsions d'étrangers en situation irrégulière de la Bourse du travail de Paris en 2009
Aux débuts de la présidence de Nicolas Sarkozy, la CGT a négocié la régularisation administrative de salariés étrangers en situation irrégulière en organisant des grèves empêchant les employeurs de continuer à dissimuler leur présence. Ainsi, en 2009, sur les 2 500 salariés étrangers en situation irrégulière en Île-de-France, quelque 1 500 avaient déjà été régularisés[source insuffisante].
Par la suite, le service d'ordre de la CGT a expulsé par la force en juin 2009 un collectif d'environ 800 étrangers en situation irrégulière qui occupait jour et nuit depuis treize mois les locaux de l'annexe de la Bourse du Travail, rue Charlot à Paris (3e), appartenant en partie au syndicat, les laissant passer la nuit sur le trottoir en face sur des matelas à même le trottoir, entre le fatras de leurs vêtements et autres ustensiles de cuisine, sous l'œil des gendarmes et CRS.
La commission administrative de la Bourse du Travail de Paris où siègent les principaux syndicats (CFDT, CGT, FO, CFTC, CGC, Unsa et Solidaires) a salué cette opération, cependant contestée par certaines sections de la CGT tandis que les associations de défense des étrangers ont eu des réactions variables de l'une à l'autre[source insuffisante].

### Départ de Thierry Lepaon
Entre octobre et décembre 2014, la presse révèle que le secrétaire général Thierry Lepaon a fait réaliser des travaux d’aménagement dans son appartement de fonction loué par la CGT, facturés plus de 100 000 € au syndicat,, que son bureau au siège de la CGT a été rénové pour 62 000 € quelques mois plus tôt 2014, ou encore qu'il a perçu 100 830 € d'indemnité de départ de la CGT Basse-Normandie qui l'employait, alors qu'il ne quittait pas la CGT,.
Thierry Lepaon affirme avoir ignoré le montant de ces travaux, mais le trésorier, Éric Lafont, démissionne le 9 décembre 2014 de son poste d'administrateur de la CGT et plusieurs fédérations (Services publics, Santé, Commerce, Métallurgie, Mines-énergie…) demandent sa démission,, qu'il remet le 13 janvier suivant.

### Controverses liées à la loi Travail de 2016
Au cours du mouvement social contre la loi Travail en France de 2016, porté par une pétition signée par 1,5 million de personnes et des manifestations qui durent de février à juin, la CGT est en première ligne, plusieurs autres confédérations comme la CFDT, la CFTC et la CGC ne participant pas. Le gouvernement durcit alors le ton contre la CGT, l'accusant de briser le consensus national pour soutenir les policiers quelques mois après les attentats du 13 novembre 2015 en France. Le syndicat conteste de son côté le déploiement pour la première fois à grande échelle en France techniques de nassage des manifestants et déplore des violences policières inhabituelles.

#### Avril 2016, campagne d'affichage controversée contre la police
Le 19 avril 2016, la branche Info'Com-CGT du syndicat du livre imprime une affiche montrant une matraque, une flaque de sang et un insigne de CRS, ce qui est très largement critiquée par la classe politique. Selon le syndicat d'officiers de police CGT-Police, également affilié à la confédération CGT, cette affiche « stigmatise une nouvelle fois » les policiers et « les discrimine dans son ensemble ».
Opposé aussi à cette affiche, le secrétaire général de la CGT Philippe Martinez tente "d’éteindre l’incendie" par une lettre d'apaisement, répondant à celle rédigée la veille par le ministre de l’Intérieur Bernard Cazeneuve. Martinez y rappelle que le rôle "essentiel d’encadrement et de maintien de l’ordre" de la police n’est pas remis en question par la CGT mais aussi que « des vidéos extrêmement choquantes circulent sur internet montrant des actes d’une intolérable violence envers les jeunes manifestants ». La lettre de la CGT conclut par « Ce que nous condamnons avec fermeté, ce sont ces actes de violence, d’où qu’ils viennent ».

#### Mai 2016, conflit avec les quotidiens nationaux sur une tribune libre
Dès 2010, lors des grèves et manifestations causées par la réforme des retraites, la CGT demande aux quotidiens nationaux de publier une tribune libre du syndicat, mais cette demande est rejetée, au motif qu'ils n’acceptent aucune « communication politique » de la part de partis ou syndicats. La CGT essuie un nouveau refus en 2016, lors du conflit déclenché par projet de la "loi Travail", aucun journal n'acceptant due publier une tribune signée de Philippe Martinez, le secrétaire général de la CGT et titrée « La modernité, c’est le progrès social, pas la loi « Travail » ! » du gouvernement Valls,,. Seul le quotidien L'Humanité accepte de la publier.
Les imprimeurs de la CGT, par ailleurs en conflit avec leurs employeurs pour d'autres motifs, décident alors d'empêcher la sortie des autres quotidiens, par une grève ciblée, qui reprochent alors à L'Humanité d'avoir cédé à un « chantage »,. Rappelant que les journaux n'étaient déjà pas parus le 31 mars et le 28 avril, le syndicat de la presse quotidienne nationale (syndicat des éditeurs) a qualifié de son côté cette grève ciblée de « prise d'otages ».

#### Juin 2016, allégations de violences pendant les manifestations
Le 15 juin 2016 sur France Inter, au lendemain d'un manifestation au cours de laquelle il y avait 700 à 800 casseurs selon lui, le Premier ministre Manuel Valls demande à la CGT cesser ses manifestations dans la capitale. La CGT a « sorti un tract sur les violences policières, il y a bien sûr une ambiguïté », affirme-t-il, en suggérant que c'est au service d'ordre d'interpeller les casseurs. La CGT dément catégoriquement, en rappelant que la responsabilité du maintien de l'ordre incombe avant tout aux policiers et accuse le gouvernement de laisser à dessein pourrir la situation afin de la discréditer.
Le lendemain, l'entourage du Premier ministre est cité de façon anonyme dans un article du Parisien disant "apparemment, des manifestants CGT ont participé à certaines violences". Le préfet de police de Paris, Michel Cadot, évoque dans la presse « une forme de solidarité » entre des manifestants, dont certains portant des drapeaux de la CGT, et les casseurs,.
"Il n'y a aucune relation entre ce que font les casseurs et les manifestants et les cars de la CGT se font eux-mêmes caillasser", réplique à nouveau le secrétaire général de la CGT, Philippe Martinez, sur France 2. Puis le préfet de police diffuse une photo où on aperçoit deux personnes vêtues d'une chasuble de la CGT semblant retirer des pavés, dans le but de les lancer,,. Les services de police ont selon lui dénombré « une quarantaine de drapeaux de la CGT » au sein d'un groupe de 3 000 manifestants et « une forme de solidarité, au moins passive » entre ces 3000 manifestants et les casseurs car « ils n'ont pas cherché à s'éloigner » et se « rapprochaient quand il y avait une intervention des forces de police" avec pour résultat de "gêner les policiers ».
Catherine Perret, secrétaire confédérale du syndicat affirme au contraire que le service d'ordre de la CGT a « dispersé quelques manifestants qui ont essayé de lancer une manifestation spontanée » et que les policiers « ont ensuite donné l'ordre de charger la foule de manifestants », amenant des militants de la CGT à « répondre aux provocations des forces de l'ordre ».
De leur côté, les syndicats de police Alliance et CGT donnent une autre version : ils dénoncent la responsabilité implicite du gouvernement dans ces violences, qui selon eux chercherait à détourner le débat public du conflit social vers les violences des casseurs, en livrant des consignes favorables à ces derniers,. La CGT Police dénonce « une charge contre les services d'ordre des syndicats », en rappelant que « ce n'est pas à eux d'assumer le maintien de l'ordre public ». "Nous ne tolérons aucune de ces violences perpétrées par quelques individus en dehors des manifestations", a déclaré le syndicat, en rappelant que certains de ses militants « ont été blessés alors qu'ils soignaient une personne à terre » au moment où des CRS ont « gazé des soignants pendant qu'ils portent secours aux victimes ».
La CGT a par ailleurs aussi fait l'objet d'autres critiques, l'accusant au contraire de lutter contre les casseurs à l'intérieur même des manifestations, accusé par certains de « collusion avec la police », et dénonce les actes violents des casseurs.

### Ukraine
Lors du mouvement social contre le projet de réforme des retraites en France de 2023, Olivier Mateu, responsable de l'Union départementale des Bouches-du-Rhône, est accusé par le quotidien La Provence, repris par le quotidien La Dépêche, BFM TV et CNews, d'avoir mis sur le même plan Vladimir Poutine et Volodymyr Zelensky pendant la guerre en Ukraine, la CGT apparaissant réservée sur ce sujet,,. Il a répondu que l'article était "à charge" et que la CGT n'a "pas à choisir entre un impérialisme ou un autre" et "ne choisit pas entre Zelensky et Poutine",,. Selon le quotidien Libération ses déclarations personnelles sur l'Ukraine diffèrent complètement de la position de la CGT.